# 南極大陸 (テレビドラマ)
『南極大陸』(なんきょくたいりく)は、2011年10月16日から12月18日まで毎週日曜日21:00 - 21:54に、TBS系「日曜劇場」枠で放送されたテレビドラマ。主演は木村拓哉。

## 概要
TBS開局60周年記念番組の集大成として、北村泰一の『南極越冬隊タロジロの真実』を原案に制作される。当初は仮題として「神の領域に挑んだ男と犬の物語」の副題があった。初回は第66回文化庁芸術祭参加作品として放送された。
木村拓哉が日曜劇場で主演を務めるのは、2007年1月期の『華麗なる一族』以来4年ぶりとなる。
撮影はすでに放送前にクランクアップしており、2011年2月から8月までの半年間行われた。また、南極のシーンは2月から2か月半、北海道根室市で撮影が行われた。
キャッチコピーは「その夢には、日本を変える力がある」。
この作品は実話を基にしてはいるものの、あくまでも創作（フィクション）であり、登場人物の名前・設定をはじめ、数々のエピソードは実際の史実とは異なる部分が多い。

## あらすじ
昭和30年代、敗戦からの復興を進める日本は、戦勝国を中心とした国際地球観測年による南極観測への参加を表明する。しかし、他の参加国からは敗戦国であることを理由に罵倒される。そして、日本に割り当てられた観測場所は「inaccessible(接岸不能)」とされていたドロンニング・モード・ランドのプリンス・ハラルド海岸であり、日本は全く期待されていなかった。その中で、倉持たちは日本が世界と肩を並べる時が来たとして、南極観測のために尽力する。

## キャスト

### 第1次南極観測隊
倉持 岳志
演 - 木村拓哉（幼少期：小泉諒河）
人間サイドでの主人公、第1次越冬隊副隊長。東京大学山岳部OB、同大理学部助教授。
白崎 優
演 - 柴田恭兵
第1・2・3次南極観測隊隊長、東京大学名誉教授。
星野 英太郎
演 - 香川照之
第1次南極観測隊副隊長兼第1次越冬隊隊長、京都大学理学部教授。大学で南極の研究をしている数少ない科学者。
氷室 晴彦
演 - 堺雅人
東京大学山岳部OB、大蔵省事務補佐官。倉持とは大学時代の同期。
内海 典章
演 - 緒形直人
東京大学山岳部OB、帝都新聞社政治部記者。大学の後輩である倉持に依頼され南極探検寄付金募集記事を記載し、広く国民に訴える。
犬塚 夏男
演 - 山本裕典
京都大学大学院生。南極観測隊隊員面接で犬の訓練経験があると嘘をつき、隊員になる。
鮫島 直人
演 - 寺島進
イシマツ自動車修理工。海軍兵学校出身、太平洋戦争中は海軍に従軍していた。
横峰 新吉
演 - 吉沢悠
帝都新聞社通信部。
船木 幾蔵
演 - 岡田義徳
海上保安庁所属、南極観測船「宗谷 SOYA」を紹介する。戦時中でも沈められず何度も帰船した奇跡の船だと倉持に話す。
嵐山 肇
演 - 川村陽介
登山ガイド。
山里 万平
演 - ドロンズ石本
料理人。
谷 健之助
演 - 志賀廣太郎
函館厚生病院外科医。

### 第2次南極観測隊
岩城 昌隆
演 - 宮沢和史
第2次越冬隊隊長。頭が固く、第1次越冬隊員の人命や樺太犬の命よりも自身の立場や国のメンツを第一に考えている。
岸部
演 - 平山浩行
セスナ機操縦士。

### 第3次南極観測隊
安藤 道雄
演 - 佐藤隆太

### 南極観測犬ぞり隊
1頭当たりの積載重量は約40kg、最低でも20頭が必要。樺太犬の数が少なく集めるのが困難だった。
第1次越冬犬ぞり隊として22頭参加する。その内、15頭が南極大陸に取り残される。
タロ・ジロ
桧山農場で飼われていた犬。一家夜逃げで取り残され3兄弟のうちサブロが亡くなり、タロ・ジロが生き残る。白瀬南極探検隊で活躍したタロ・ジロに肖り、名前が付けられた。

### 離脱 / 死亡した樺太犬
リキ
南極観測犬ぞり隊リーダー犬。古館教授が研究のために買い取るが孫たちが懐いてしまい、そのまま古館家で飼われていた。過去に犬ぞり(先導犬)の経験がある。南極に取り残され餌を探している途中、クレバスに落ち這い上がろうとして上手くいかず、生死が危ない状況で風連のクマに助けてもらう。それまで仲間を大切に想ってきた気持ちが風連のクマに届き、本当の仲間になれた瞬間だった。リーダー犬として仲間を気遣い旅を続けていた。自分の暮らしていた場所に戻ろうとするが昭和基地の手前で力がつきる。
トム(足を骨折) / モク(喧嘩し粉砕骨折) / ミネ(体調不良)
その後、2匹は日本に帰国し樺太犬研究所に戻る。
シロ子
南極の地で妊娠し8頭の子供を産む。日本の地に戻り、樺太犬研究所に引き取られる。
ベック
病気を患い南極の地で亡くなる。
テツ
ボツンヌーテンに向かう途中で失踪し、倉持たちの元へ帰ってくるが老衰により南極の地で息を引き取る。
ジャック
歩き疲れ立ち止まった仲間を気遣い戻ったとき、足下の雪が崩れクレバスに落ちる。
シロ
賢く先導犬の素質がある。南極大陸に取り残されてから、ボツンヌーテンに向かう旅の途中で倉持らが寒さをしのいだ鯨の残骸場所まで仲間とたどり着き、倉持の匂いに抱かれ凍死する。
紋別のクマ / クロ / アカ / ペス / モク / ゴロ / ポチ
自力で首輪を取ることができず、栄養失調により死亡する。

### 行方不明になる樺太犬
風連のクマ
45年前、白瀬南極探検隊に参加した樺太犬の末裔。タロ・ジロ・サブロの父親。犬同士の喧嘩でモクに怪我を負わせるなど、当初は仲間同士との喧嘩が絶えなかった。だが、生活していくなかで自然に仲間との絆が生まれ、南極に取り残され苦しんでいるとき、リキに助けてもらう。また、父親としての自覚も芽生え、子が溺れているのを助ける。だが、首輪の鎖が氷に挟まれ抜け出せなくなり、そのまま流氷と共に流される。
アンコ
リキらと生き延びるため餌や倉持を探す旅を続けていたが、オーロラに誘われるかのように走り出し、行方不明となる。
比布のクマ
北海道上川郡比布町で育ち、人に懐かないが力は強い。その後、昭和基地から逃亡し行方不明になる。
デリー
吹雪の中、倉持の声が幻聴のように聞こえ、方向感覚が分からなくなり雪の中に消える。

### 南極観測隊関係者（家族）
高岡 美雪
演 - 綾瀬はるか
岳志の義妹でゆかりの妹。弥文小学校教師。
倉持 ゆかり
演 - 仲間由紀恵
岳志の妻で美雪の姉、戦災死。旧姓：高岡。
倉持 篤志
演 - 渡瀬恒彦
岳志の父親、白瀬南極探検隊に参加。過酷な環境で満足な観測結果を得ることができなかった。
古館 智大
演 - 山本學
北海道大学名誉教授。樺太犬研究の第一人者。樺太犬研究所で育てた10頭の犬を倉持に預ける。
古館 綾子
演 - 木村多江
古館教授の娘、遥香・ 亮の母親。
古館 遥香
演 - 芦田愛菜
リキをかわいがり南極に行かせることを拒んでいたが、リキが訓練中に見事な先導ぶりを見せたことから、仲間と南極に行きたがっていると考え、「無事に生きて帰る」という条件で倉持に託す。
古館 亮
演 - 井上瑞稀（ジャニーズJr.）
遥香の兄。妹と同じく、リキを大切に思っている。
氷室の父親
演 - 黒部進
政治家。
犬塚 淳蔵
演 - 矢崎滋
夏男の父親、みかん農家を営んでいる。息子と顔を合わせると喧嘩ばかりで正直な気持ちを話すことができない。
犬塚 美津子
演 - 大野いと
夏男の妹。何かしようとしても上手くいかず長続きしない兄が南極越冬隊のメンバーに迷惑掛けていないかと心配する。
鮫島 純子
演 - 加藤貴子
直人の妻。
鮫島 健太
演 - 佐藤詩音
直人の息子。
横峰 奈緒美
演 - さくら
新吉の妻。第2話で、男の子と女の子の双子を出産する。
晴夫
演 - 矢部光祐
弥文小学校生徒。幼い弟の面倒を見て小遣いをもらう。その少ない小遣いから岳志に南極探検寄付金を渡し、色々な難題に折れそうになっていた岳志の心を奮い立たせる。

### 日本政府
大蔵省事務官
演 - 小須田康人
倉持や白崎から、南極観測の予算案を受ける事務官。
外務省事務次官
演 - 国広富之
第1次南極観測隊は予備観測が目的のため、越冬は不要と主張する。
大蔵省事務次官
演 - 三浦浩一
氷室の上司、第3次南極観測隊の隊員募集要項を策定する。
文部省事務次官
演 - 山崎一
南極観測隊の存続についての議題会議に出席する。

### その他
牧野 茂
演 - 加藤剛
戦艦大和の設計に携わる。「日本の夢を乗せる船にしなければならない」という倉持の言葉に触発され、南極観測船「宗谷 SOYA」の設計を快諾する。
畠野 晋平
演 - 中原丈雄
日本鋼管浅野ドッグ（横浜）工場長。倉持の熱意に負け、南極観測船「宗谷 SOYA」の改造・補強を担当する。
三船 頼道
演 - 小林隆
南極観測船「宗谷 SOYA」船長。船が嵐に巻き込まれても冷静に舵を取り沈まないようにコントロールする。

## スタッフ
- 原案 - 北村泰一 「南極越冬隊タロジロの真実」〈小学館刊〉
- 脚本 - いずみ吉紘
- 音楽 - 髙見優、吉川慶
- 演出 - 福澤克雄
- 主題歌 - 中島みゆき「荒野より」(ヤマハミュージックコミュニケーションズ)
- ナレーション - 奈良岡朋子
- 音楽プロデューサー - 志田博英
- 音響効果 - 谷口広紀
- 南極映像 - 樋江井彰敏
- VFX - 曽利文彦、松野忠雄
- プロデュース - 石丸彰彦、伊與田英徳、山田康裕
- 制作 - TBSテレビ

## 放送日程
| 話数                                                     | 放送日         | サブタイトル                                                                  | 視聴率 |
| -------------------------------------------------------- | -------------- | ----------------------------------------------------------------------------- | ------ |
| 第一話                                                   | 2011年10月16日 | 戦後日本復活への愛と命の感動物語〜 56年前に起きた犬と人間の奇跡が今、動き出す | 22.2%  |
| 第二話                                                   | 2011年10月23日 | 到達! 南極大陸                                                                | 19.0%  |
| 第三話                                                   | 2011年10月30日 | 奇跡の犬たち                                                                  | 16.9%  |
| 第四話                                                   | 2011年11月06日 | さらば愛しき友                                                                | 15.8%  |
| 第五話                                                   | 2011年11月13日 | 仲間の死…                                                                     | 13.2%  |
| 第六話                                                   | 2011年11月20日 | 54年前の真相                                                                  | 19.1%  |
| 第七話                                                   | 2011年11月27日 | カラ太犬との結末                                                              | 13.4%  |
| 第八話                                                   | 2011年12月04日 | 栄光なき勇者達                                                                | 15.0%  |
| 第九話                                                   | 2011年12月11日 | 終幕へ…奇跡が起きる!                                                          | 16.7%  |
| 最終話                                                   | 2011年12月18日 | 終幕〜時を超えて… 52年前の真実と新たな奇跡が起こす結末!!                      | 22.0%  |
| 平均視聴率 18.0%(視聴率は関東地区・ビデオリサーチ社調べ) |                |                                                                               |        |

- 11月6日放送の第四話は、直前で放送されたセ・リーグ クライマックスシリーズ ファイナルステージ第5戦（中日ドラゴンズ対東京ヤクルトスワローズ）中継（中日が勝利し日本シリーズ進出が決定）がぎりぎりの21:00まで延長されたために『日曜劇場』史上初のステブレレスでの番組開始となった。
- さらに11月20日放送の第六話は、日本シリーズ第7戦（福岡ソフトバンクホークス対中日ドラゴンズ）中継（ソフトバンクが勝利し日本一が決定）の延長に伴い、22:15 - 23:09で放送され二度目のステブレレス開始となった。